# Maria Török-Duca
Maria Török-Duca (n. Mária Török, 25 ianuarie 1959, în Sfântu Gheorghe), ulterior Maria Verigeanu, este o fostă mare handbalistă de etnie maghiară din România, acum retrasă din activitatea competițională. În ultimele două decenii, Török-Duca a antrenat diverse echipe de handbal din orașul Râmnicu Vâlcea, iar în prezent este antrenorul ACS Vlădești, club la care manager este sora ei. Maria Török-Duca a participat alături de echipa națională a României la trei Campionate Mondiale, iar la nivel de club are în palmares două Cupe IHF și o Supercupă a Europei.

## Biografie
Mária Török s-a născut pe 25 ianuarie 1959, într-o familie săracă din Sfântu Gheorghe. În copilărie se implica în jocurile colective cu mingea, în special fotbal. La școală a fost remarcată de profesorul de sport László Zoltán, specializat în handbal. Acesta a început să lucreze cu Mária în cele trei ore de sport săptămânale, iar mai apoi și în afara programului școlar. La început, alături de handbal, Mária Török a urmat în paralel și gimnastică sportivă, disciplină pentru care s-a pregătit timp de șase ani. În anul 1974, Török a debutat la clasa de handbal a Școlii Sportive din Sfântu Gheorghe, echipă la care și-a făcut junioratul.
În scurt timp, ea a fost remarcată de oficialii clubului CS Știința Bacău, unul din cele mai importante din acea vreme. În anul 1979, la insistențele antrenorului Eugen Bartha, Mária Török s-a transferat la echipa din Bacău, alături de care, mai apoi, a câștigat de trei ori campionatul și de două ori Cupa României. La echipa băcăuană, Maria Török a jucat alături de sora sa, Edit Török. În Bacău, Mária Török s-a căsătorit cu fotbalistul Florin Verigeanu, devenind cunoscută ca Maria Verigeanu, și tot acolo a terminat, în 1982, cursurile Facultății de Educație Fizică.
În 1982, antrenorul Constantin Pilică Popescu, secretarul Petre Berbecaru și inginerul Ghiță, oficiali ai echipei Chimistul Râmnicu Vâlcea, abia promovată din divizia secundă, o conving pe Maria Verigeanu să se mute la Râmnicu Vâlcea împreună cu soțul Florin și sora Edit. Transferul s-a pus la cale în casa părinților handbalistei, în urma unor discuții cu tatăl său, Béla Török. Într-o primă fază, Maria a jucat la Chimistul timp de opt ani, în care a câștigat de două ori campionatul intern și de două ori Cupa României. În competițiile internaționale, ea a cucerit cu echipa vâlceană două Cupe IHF, în 1984 și 1989, precum și Supercupa Europei, în 1984. În anii în care a jucat la Vâlcea, handbalista a fost și căpitanul echipei Chimistul.
În 1990, Maria Török s-a transferat în campionatul iberic, unde a jucat timp de trei ani, la Iber Valencia și Mar Alicante, și unde a câștigat două titluri și două cupe ale Spaniei. În 1993, ea s-a întors la Chimistul, redenumit între timp Oltchim Râmnicu Vâlcea. După ce a câștigat un nou titlu național și încă o Cupă a României, în 1994 Maria Török-Duca s-a retras definitiv din activitatea competițională.

### La echipa națională
Maria Török-Duca a fost selecționată pentru prima dată la echipa națională a României în 1974 și a făcut parte din loturile tuturor categoriilor de vârstă. La naționala de senioare a fost convocată pe când avea doar 18 ani, și, până la retragerea ei din anul 1987, a evoluat în 226 de meciuri, în care a înscris 626 de goluri.
Maria Török-Duca a făcut parte din selecționatele României care au participat la Campionatele Mondiale din 1978 (locul 7), 1982 (locul 8) și 1986 (locul 5). Alături de naționala României, Török-Duca a câștigat, în 1987, Balcaniada de senioare. Fosta handbalistă are și unele regrete: „Mi-aș fi dorit rezultate mai bune la națională, să fi mers la Olimpiadă sau să fi obținut o medalie la Mondiale sunt lucruri care îți întregesc cariera”.
| Perioadă  | Lotul național | Meciuri jucate | Goluri înscrise |
| --------- | -------------- | -------------- | --------------- |
| 1974-1976 | Junioare       | 38             | 119             |
| 1976-1977 | Tineret        | 32             | 143             |
| 1977-1987 | Senioare       | 226            | 626             |
| 1974-1987 | Total          | 296            | 888             |

### Antrenoare
După ce și-a încheiat activitatea de handbalistă, Maria Török-Duca a devenit antrenoare, concentrându-se pe handbalul juvenil. Ca preparator principal la Centrul de copii și juniori al Oltchim Râmnicu Vâlcea, ea a câștigat câteva titluri naționale sau s-a clasat pe locuri fruntașe la categoriile de vârstă Junioare I, Junioare II și Junioare III. În paralel, a fost solicitată să antreneze inclusiv echipa de senioare a Oltchim, între 1 octombrie 2004 și 6 februarie 2005 ca antrenor principal, iar între 26 decembrie 2003 și 30 iunie 2004 ca antrenor secund. Tot ca antrenor secund a fost numită și în ianuarie 2011, având sarcina de a facilita comunicarea între antrenorul ungar Péter Kovács și jucătoarele Oltchimului, Maria Török-Duca fiind vorbitoare nativă a limbii maghiare.
Începând din 2007, fosta handbalistă este profesor și antrenor la Centrul Național Olimpic de Excelență din Râmnicu Vâlcea, iar din 2011 antrenează la echipa HCM Török manageriată de sora sa. La HCM Török le are colege pe unele din fostele sale coechipiere sau antrenoare precum Mia Rădoi, Maria Ciulei sau Rodica Pestrea.
În 2013, la propunerea Primăriei Râmnicu Vâlcea, Maria Török-Duca a devenit antrenorul principal al nou-formatei HCM Râmnicu Vâlcea, având-o pe Mia Rădoi ca antrenor secund. Însă, deoarece în turul sezonului 2013-2014 rezultatele au întârziat să apară, echipa acumulând înfrângere după înfrângere, Maria Török-Duca și-a anunțat demisia la jumătatea lunii noiembrie 2013. În locul ei a fost numită fosta internațională Simona Gogîrlă. Totuși, Maria Török-Duca nu a părăsit complet echipa din Râmnicu Vâlcea, fiind numită director tehnic.

## Palmares

### Club (jucătoare)
- Liga Națională:
  -  Câștigătoare: 1979, 1980, 1982, 1989, 1990, 1994
  -  Locul 2: 1981, 1983, 1985
  -  Locul 3: 1984, 1986, 1988
- Cupa României:
  -  Câștigătoare: 1980, 1982, 1984, 1990, 1994
- Campionatul Spaniei:
  -  Câștigătoare: 1990, 1991
- Cupa Spaniei:
  -  Câștigătoare: 1990, 1991
- Cupa IHF:
  -  Câștigătoare: 1984, 1989
- Supercupa Europei:
  -  Câștigătoare: 1984

### Club (antrenoare)
- Campionatul Național de Junioare I:
  -  Câștigătoare: 1998, 2001, 2003, 2004
  -  Medalie de argint: 2002
  -  Medalie de bronz: 1997
- Campionatul Național de Junioare II:
  -  Medalie de argint: 1999
- Campionatul Național de Junioare III:
  -  Medalie de argint: 1996

### Echipa națională
- Campionatul Balcanic:
  -  Câștigătoare: 1987

## Premii și aprecieri
- În anul 1999 a primit titlul de „Maestru Emerit al Sportului”;[17]
- În noiembrie 2010, Consiliul Local al municipiului Râmnicu Vâlcea i-a conferit în unanimitate titlul de Cetățean de onoare al orașului.[18]
- Constantin Pilică Popescu, cel mai titrat antrenor român de handbal feminin, a declarat despre Maria Török-Duca: „Maria Török Verigeanu Duca a fost feblețea mea. [...] Mori Török a fost un fenomen, nu știu când se va mai naște o handbalistă ca ea”.[6]
- Ion Gavrilescu, longevivul președinte al Oltchim, o consideră pe Török drept cea mai valoroasă handbalistă care a jucat vreodată la Râmnicu Vâlcea: „Primul loc, detașat, Maria Török Duca. Ar trebui făcută o statuie pentru ea.”[19]